# Dendronephthya dendritica
Dendronephthya dendritica är en korallart som beskrevs av Huzio Utinomi 1954. Dendronephthya dendritica ingår i släktet Dendronephthya och familjen Nephtheidae. Inga underarter finns listade i Catalogue of Life.